# Don Wycherley
Don Wycherley est un acteur irlandais né le 15 septembre 1967 à Skibbereen.

## Filmographie

### Cinéma
- 1994 : Parfum de scandale : Rural Lout
- 1996 : Michael Collins : le deuxième républicain
- 1996 : The Last of the High Kings : Peter Colcannon
- 1997 : Irish Crime : Frank jeune
- 1997 : Before I Sleep : Porter
- 1997 : A Soldier's Song : Joe McEvoy
- 1998 : Le Général : Henry Mackie
- 1999 : Double Carpet : Paul
- 1999 : One Man's Hero : Brian Athlone
- 2000 : Brendan and Trudy : Niall
- 2003 : Veronica Guerin : Chris Mulligan
- 2007 : Speed Dating : Détective Noel Long
- 2007 : Garage : Breffni
- 2007 : Shrooms : Ernie
- 2009 : Wide Open Spaces : Dulally
- 2009 : Zonad : Sergent Maloney
- 2009 : Perrier's Bounty : Orlando
- 2009 : Ondine : Kettle
- 2010 : My Brothers : Papa
- 2012 : Niko, le petit renne 2 : le patron
- 2015 : Pursuit : Aonghus
- 2016 : Sing Street : Frère Baxter
- 2017 : Chasseuse de géants : Principal Marx
- 2017 : Le Noël d'Angela : le joueur d'accordéon
- 2018 : Point of No Return
- 2020 : The Invisible Boy : Skipper Terry Finnegan

### Télévision
- 1994 : Scarlett : le jeune homme (1 épisode)
- 1995-1998 : Father Ted : Père Cyril MacDuff (4 épisodes)
- 1998-1999 : Ballykissangel : Père Aiden O'Connell (24 épisodes)
- 2001-2003 : Bachelors Walk : Raymond (15 épisodes)
- 2007 : The Running Mate : Willie Costello (4 épisodes)
- 2009-2012 : Rásaí na Gaillimhe : le ministre Ultan Keane (10 épisodes)
- 2010 : An Crisis : Donncha an Aire (5 épisodes)
- 2013-2014 : Scúp : Rob (14 épisodes)
- 2014 : Moone Boy : John-Joe (2 épisodes)
- 2016 : Fir Bolg : Peadar Connolly (6 épisodes)
- 2018 : Taken Down : Superintendant Cole (5 épisodes)